# Stema Letoniei
Stema Republicii Letonia a fost adoptată oficial de Adunarea Constituțională a Letoniei la 15 iunie 1921 și a intrat în uz oficial începând cu 19 august 1921. Aceasta a fost creată folosind noi simboluri naționale, precum și elemente din stemele Livoniei poloneze și suedeze și ale Ducatului Curlandei și Semigaliei. Astfel, stema combină simboluri ale statalității naționale letone, precum și simboluri ale regiunilor sale istorice. Stema națională letonă a fost concepută de artistul leton Vilhelms Krūmiņš și Rihards Zariņš.

## Elemente
Cele trei stele aurii de deasupra scutului reprezintă cele trei regiuni istorice ale Letoniei: Vidzeme (Livonia suedeză), Latgale (Latgalia sau Livonia poloneză) și Curlanda (Curlanda, de asemenea Zemgale (Semigalia) ca Ducatul Curlandei și Semigaliei) și unitatea lor[3].
Soarele auriu pe un câmp albastru reprezintă libertatea. Soarele a fost, de asemenea, folosit ca simbol al distincției și al identității naționale folosit de unitățile de pușcași letoni ale Armatei Imperiale Ruse în timpul Primului Război Mondial.[3] În timpul războiului, soarele a fost modelat cu 17 raze care simbolizau cele 17 districte locuite de letoni.
Partea de jos a blaznului este împărțită în două câmpuri:
- Leul roșu din stema Curlandei reprezintă Curlanda și Semigalia.[3] Simbolul apare încă din 1565 în stema fostului duce de Curlanda și Semigaliei.
- Grifonul de argint din stema Livoniei reprezintă Vidzeme și Latgalia.[3] Stema grifonului ca simbol heraldic al Ducatului Livoniei a fost acordată în 1566, când teritoriile cunoscute astăzi sub numele de Vidzeme și Latgalia au intrat sub controlul Marelui Ducat al Lituaniei, iar Jan Hieronimowicz Chodkiewicz a fost numit primul guvernator al Ducatului Livoniei (1566-78).

Leul roșu și grifonul de argint sunt, de asemenea, folosite ca sprijinitor[4].
Baza stemei este decorată cu ramurile unui stejar, Quercus robur, care este unul dintre simbolurile naționale ale Letoniei, și este legată de o panglică roșie-albă-roșie.
Există, de asemenea, o versiune cu mantie, care este expusă în Seimul din Casa Nobilimii Corporației Livoniene.

Stema Curlandei
Stema Livoniei
Emblema Forțelor armate naționale letone incluzând soarele cu cele 17 raze și cele trei stele
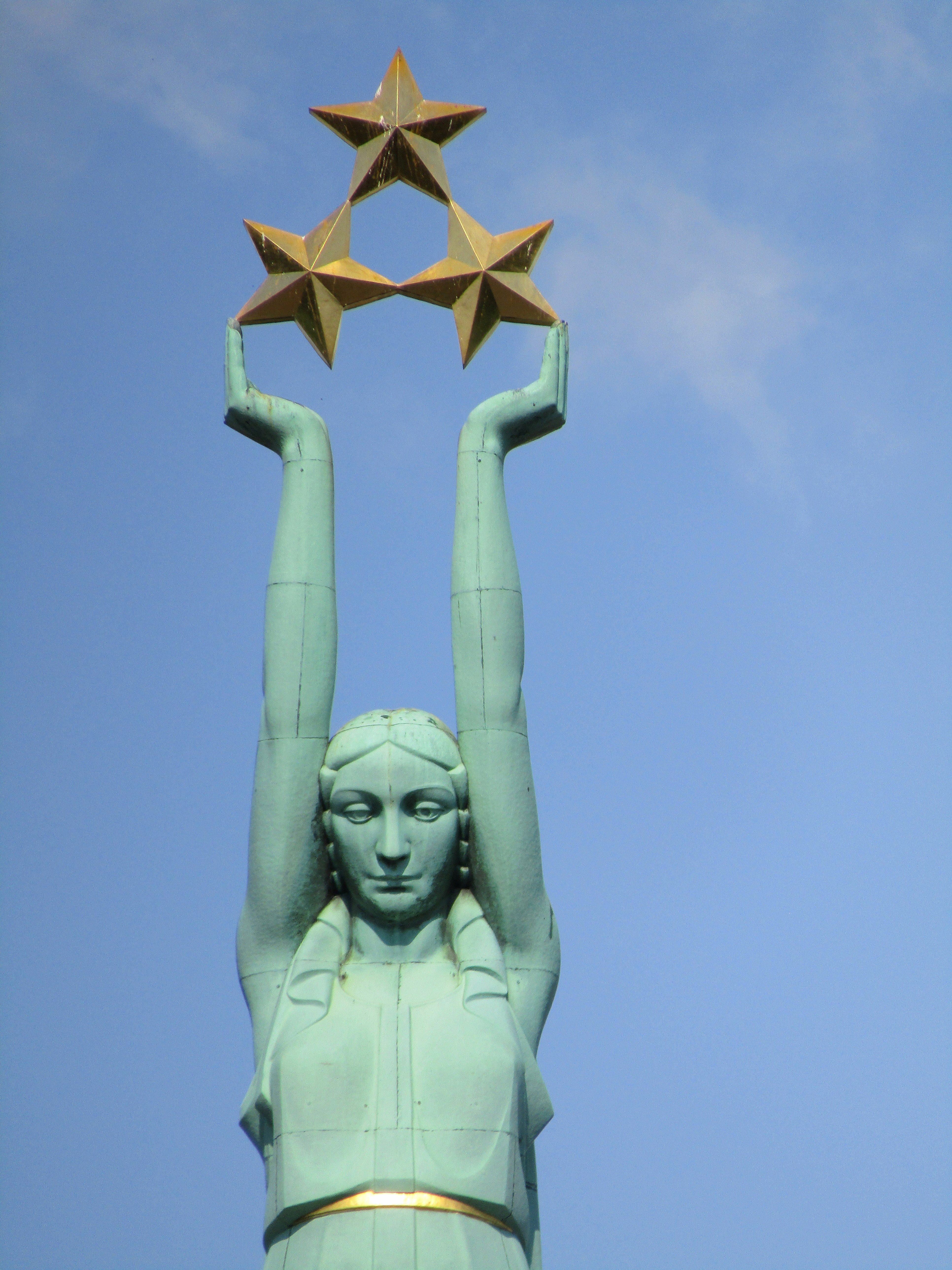
Trei stele în Monumentul Libertății din Riga
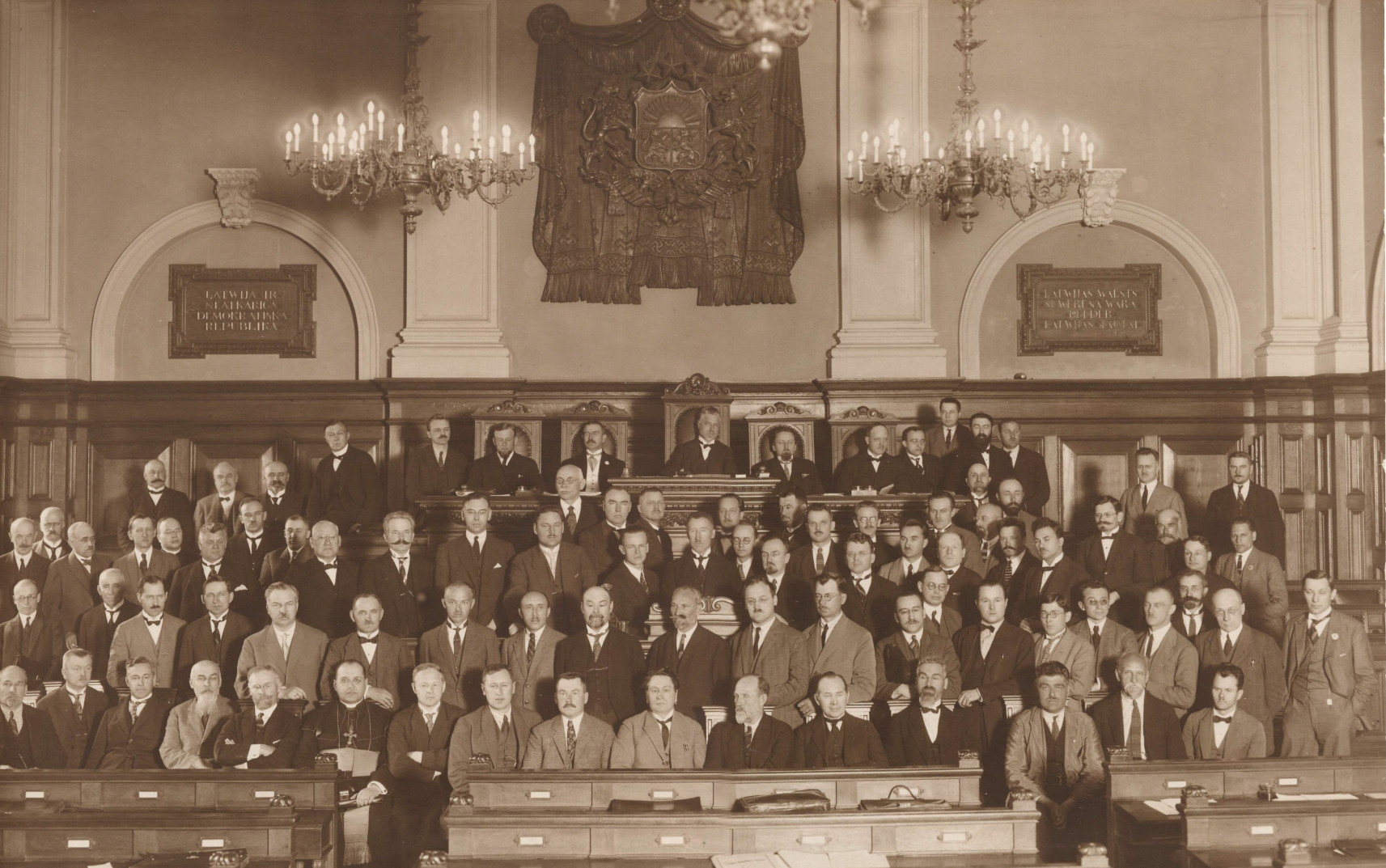
Stema națională a Letoniei în timpul primei sesiuni a primului Seim al Republicii Letonia în 1922
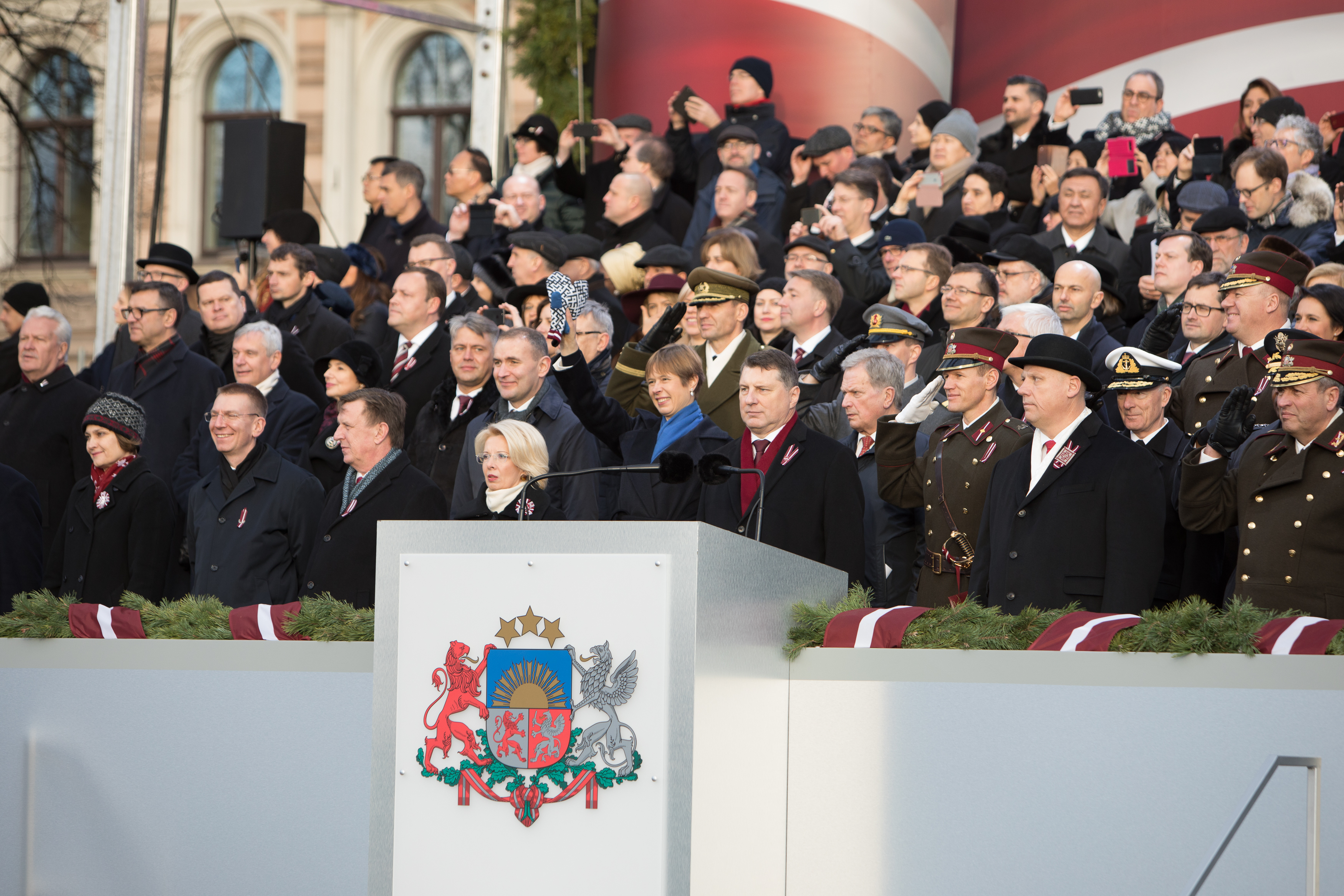
Tribuna împodobită cu crengi de brad legate cu panglică roșu-alb-roșu în timpul paradei de Ziua Proclamației din 2018

## Utilizare
Utilizarea corectă a stemei letone este reglementată în mod ferm. Se folosesc trei tipuri de simboluri: stema mare, stema mică îmbunătățită și stema mică.
- Stema mare este folosită de președintele Letoniei, de Parlament, de prim-ministru, de Cabinetul de Miniștri, de ministerele guvernamentale, de Curtea Supremă și de Procurorul General, precum și de misiunile diplomatice și consulare letone.[3]
- Stema mică îmbunătățită, (versiunea medie) este folosită de agențiile Parlamentului, Cabinetul de Miniștri și alte instituții aflate sub supravegherea directă sau indirectă a ministerelor guvernamentale.[3]
- Stema mică este folosită de alte instituții guvernamentale, autorități municipale și instituții de învățământ pe documente oficiale.[3]

## Steme istorice

Statul monastic al Cavalerilor Teutoni
Ducatul Curlandei și Semigaliei
Guvernoratul Curlandei
Livonia suedeză
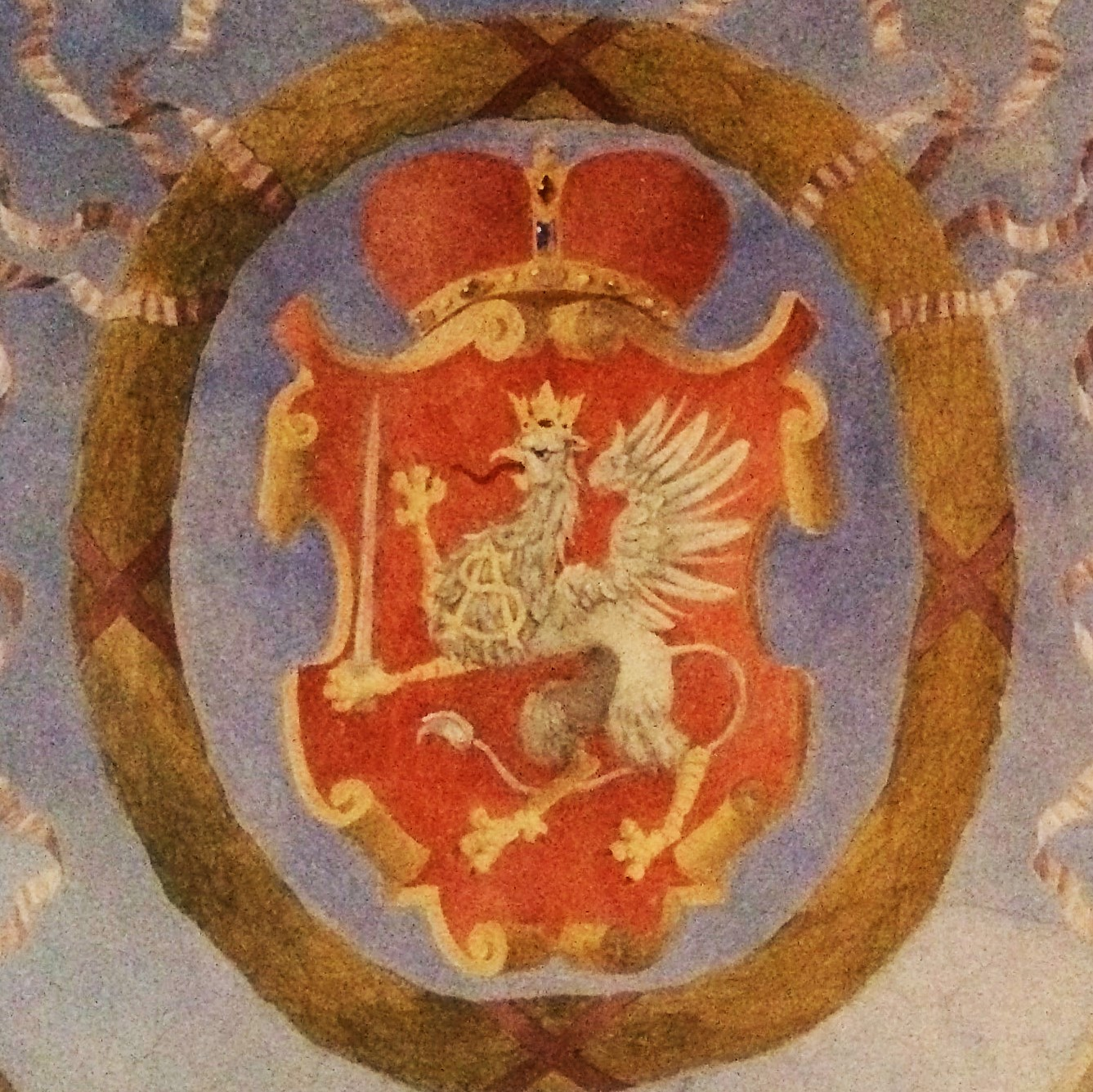
Livonia poloneză
Guvernoratul Livoniei
Republica Sovietică Socialistă Letonă
Emblema Republicii Sovietice Socialiste Letone